# Az-Zukhruf
Az-Zukhruf (L'Ornamento) è la quarantatreesima Sura del Corano, una sura meccana composta da 89 versetti. Il nome "Az-Zukhruf" si riferisce all'ornamento e alla bellezza che Allah ha creato nella natura e nell'universo. Questa sura tratta vari argomenti, tra cui l'unicità di Allah, la risposta degli increduli alla rivelazione divina, l'esempio di alcuni profeti e l'invito alla riflessione sulla creazione.

## Contenuto

### Introduzione e Rivelazione del Corano
Versetti 1-3: La sura inizia con le lettere misteriose "Ha Mim". Viene affermato che il Corano è una rivelazione da parte di Allah, il Misericordioso e il Perdonatore, inviato in arabo per rendere chiare le Sue parole e guidare l'umanità verso la retta via.

### La Risposta degli Increduli alla Rivelazione
Versetti 4-14: Viene descritta la reazione dei miscredenti alla rivelazione del Corano, che li portò ad accusare il Profeta Muhammad di magia e a respingere il messaggio divino. Allah li ammonisce riguardo alla loro arroganza e alla loro disobbedienza.

### L'Esempio di Alcuni Profeti
Versetti 15-35: Vengono menzionati gli esempi di alcuni profeti come Noè (Nuh), Abramo (Ibrahim), Mosè (Musa) e altri, che furono inviati con messaggi di monoteismo e giustizia. Si narra la loro opposizione da parte dei loro popoli e la punizione inflitta agli increduli.

### L'Onnipotenza di Allah e l'Invito alla Riflessione
Versetti 36-46: Viene esaltata l'onnipotenza di Allah nella creazione dei cieli, della terra e di tutto ciò che è in mezzo. Si invita a riflettere sui segni della creazione come prova dell'esistenza e del potere di Allah.

### La Risposta degli Increduli e il Giudizio Finale
Versetti 47-55: Allah avverte gli increduli della loro sorte nell'aldilà e della punizione che li attende per la loro incredulità e la loro disobbedienza. Si afferma che nel Giorno del Giudizio saranno separati dai giusti e saranno condotti all'Inferno.

### L'Invito alla Fede e al Monoteismo
Versetti 56-89: Viene ribadita l'importanza della fede e del monoteismo. Viene esortato a adorare solo Allah e a seguire il messaggio dei profeti. Si afferma che coloro che seguono la retta via saranno ricompensati con il Paradiso, mentre gli ingiusti saranno puniti nell'Inferno.

## Analisi
La Sura Az-Zukhruf offre un potente messaggio sulla risposta umana alla rivelazione divina, esortando alla fede e al monoteismo. Attraverso gli esempi dei profeti e la descrizione del Giorno del Giudizio, la sura mette in evidenza l'importanza della riflessione sulla creazione come mezzo per riconoscere l'esistenza e il potere di Allah.
Inoltre, la sura ammonisce gli increduli riguardo alla loro sorte nell'aldilà e li invita a seguire la retta via per evitare la punizione divina. È un richiamo alla fede, alla riflessione e alla responsabilità individuale di fronte alla verità rivelata.